# 石谷清成
石谷 清成（いしがや きよなり）は、江戸時代の旗本。

## 生涯
万治2年（1659年）8月13日、11歳の時に、はじめて徳川家綱に拝謁する。元禄2年（1689年）8月5日、41歳の時に父に先立って死んだ。

## 子女
- 石谷榮清
祖父武清の後を継ぐ。
- 女子
祖父武清の養女となる。高木貞右衛門爲治に嫁ぐ。
- 女子
祖父武清の養女となる。京極伊織高沖の妻となる。
- 女子
祖父武清の養女となる。稲垣信濃守家臣稲垣十左衛門重治に嫁ぐ。